# Don Chisciotte (balletto)

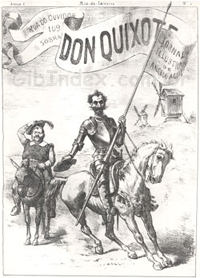
Copertina di Don Chisciotte (1885)

Il balletto Don Chisciotte si basa sul famoso romanzo di Miguel de Cervantes dal titolo El ingenioso hidalgo don Quijote de la Mancha. Anche se esistono molti adattamenti del lavoro, la versione più celebre e acclamata è quella del coreografo Marius Petipa sulla musica di Aloisius Ludwig Minkus, rappresentato per la prima volta il 14 dicembre 1869 dal Balletto del Teatro Bol'šoj di Mosca.

## Soggetto del balletto
La trama del balletto narra del tentativo infruttuoso di un uomo molto ricco, Gamache (Comacho nel romanzo), di sposare la bella Kitri (Quitera), che invece si innamora di Basil (Basilico), un giovanotto del villaggio.
Il padre di Kitri non vuole che sua figlia sposi Basil.
Allora Kitri e Basil scappano e organizzano una festa in una taverna, ma il padre li vede e li insegue, arrivando così alla taverna.
Basil, visto il padre di Kitri, fa finta di essere in punto di morte.
Kitri allora chiede al padre l'approvazione del matrimonio prima che Basil muoia e il padre approva; Basil si alza da terra e dopo un po' si festeggia con una gran festa.

## Storia del balletto

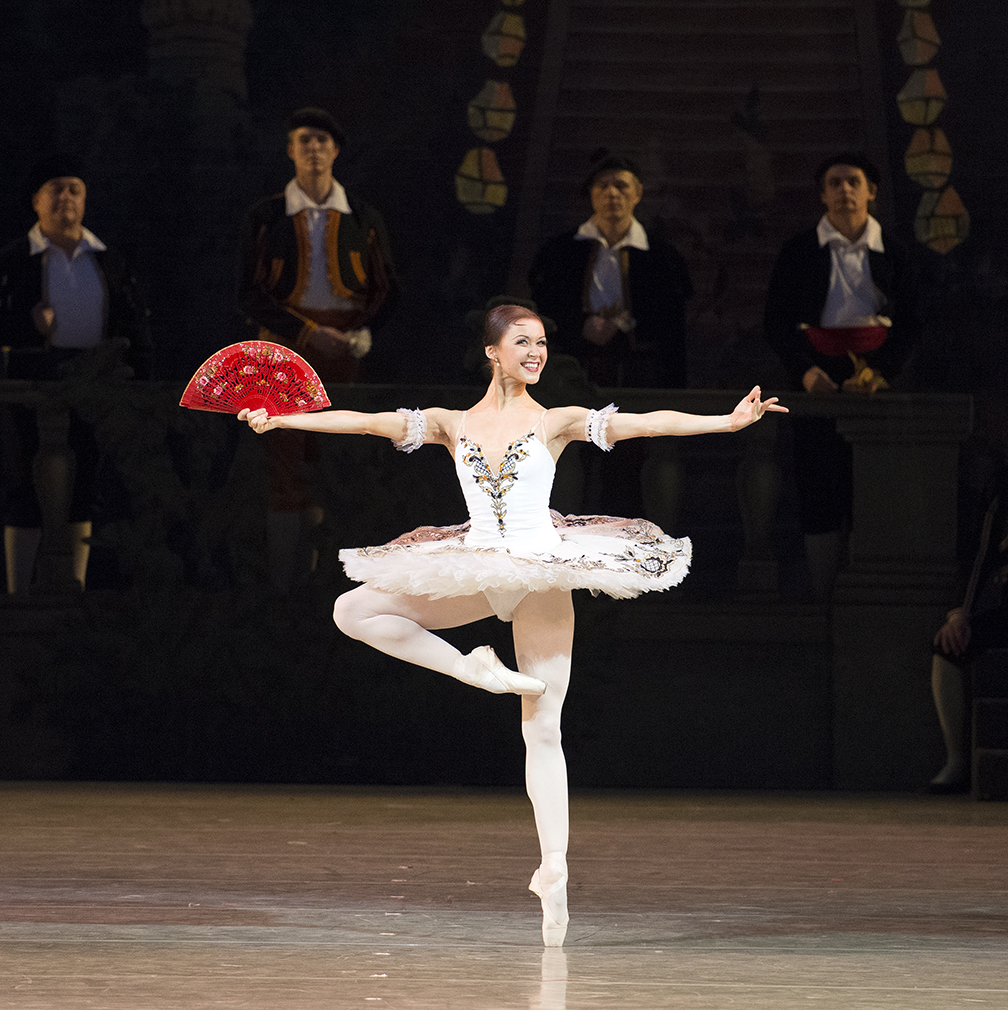
Elena Evseeva nel ruolo di Kitri, Balletto Mariinskij

La storia fu adattata al balletto per la prima volta nel 1740 da Franz Hilverding a Vienna, Austria. 
Un'altra versione venne montata all'Opéra national de Paris nel 1743 con il titolo di Don Quichotte Chez la Duchesse e la musica di Joseph Boismortier.
Nel 1768 il grande maestro di balletto Jean Georges Noverre montò un'altra versione di Don Chisciotte a Vienna su musica di Josef Starzrin, una produzione che sembrava comunque un revival di quella originale di Hilverding.
Ci fu anche un adattamento de La Scala di Milano nel 1783 del maestro di balletto Paolo Franchi con la musica di Angelo Tarchi. La versione di Franchi fu di ispirazione per un altro allestimento del racconto di Cervantes, messo in scena da Antoine Pitrot su musica di Nicola Antonio Zingarelli. L'Opéra diede un'altra versione nel 1801 con il titolo de Le nozze di Gamache, allestito da Louis Jacques Milton.
Charles Didelot, conosciuto oggi come il "padre del balletto russo" montò una versione in due atti del Don Chisciotte a San Pietroburgo per i Balletti Imperiali nel 1808. Nel 1809 James Harvey D'Egville montò una versione del balletto al His Majesty's Theatre, Londra. Paolo Taglioni (fratello di Maria Taglioni) presentò la sua versione del Don Chisciotte per l'Opera di Stato di Berlino nel 1839, suo zio, Salvatore Taglioni allestì una produzione al Teatro Regio di Torino nel 1843.
L'adattamento più famoso fu creato dal coreografo Marius Petipa, impareggiabile maestro di balletto dei Balletti Imperiali dello Zar a San Pietroburgo, e dal compositore austriaco Ludwig Minkus. Petipa montò il balletto per il Teatro Bol'šoj a Mosca su commissione. La produzione debuttò il 26 dicembre 1869 (14 dicembre per il vecchio calendario) con un enorme successo. I danzatori principali furono: Wilhelm Vanner (Don Chisciotte), Anna Sobeščanskaja (Kitri), Sergej Sokolov (Basil), Polina Karpakova (Dulcinea), Vassilij Gel'cer (Sancio Panza), Leon Espinosa (Arlecchino), Dmitrij Kuznecov (Gamache).
In seguito Petipa allestì il balletto con una produzione più opulenta e grandiosa per i Balletti Imperiali di San Pietroburgo, con debutto il 21 novembre 1871 (9 novembre per il vecchio calendario). Tra i danzatori principali vi erano: Aleksandra Vergina (Kitri), Timofej Stukolkin (Don Chisciotte), Lev Ivanovič Ivanov (Basil). Questa produzione consisteva di 5 atti (undici episodi, un prologo e un epilogo) e sfruttava le stesse scenografie della prima produzione.
Aleksandr Gorskij allestì il balletto per il Teatro Bol'šoj nel 1900, rimpiazzando la produzione originale di Petipa del 1871 per i Balletti Imperiali. Il cast era eccezionale: Kitri era danzata da Matil'da Feliksovna Kšesinskaja, Basilio da Nikolaj Legat, Don Chisciotte da Aleksej Bulgakov, Sancio Panza da Enrico Cecchetti e Gamache da Pavel Gerdt. I ruoli della danzatrice di strada, di Amore e Juanita erano danzati rispettivamente da Olga Preobraženskaja, Tamara Platonovna Karsavina e Anna Pavlova. Per le sue produzioni del 1900 e del 1903, Gorskij aggiunse nuove danze. Per la produzione del 1900 il compositore Anton Simon scrisse musica nuova: una variazione per la Regina delle Driadi (un personaggio creato da Gorskij), una danza per le amiche della Regina delle Driadi e una danza spagnola per l'ultima scena. Quando nel 1903 Gorskij mise in scena a San Pietroburgo il Don Chisciotte, Riccardo Drigo compose due nuove variazioni per la Kšesinskaja: la famosa "Variazione di Kitri con il ventaglio" per il pas de deux finale del balletto e la "Variazione di Kitri nei panni di Dulcinea" per la scena del sogno di Don Chisciotte. Queste variazioni sono presenti nelle produzioni contemporanee del balletto. 
In seguito Gorskij interpolò il Grand pas des toreadors dal balletto Zoraïa coreografato da Petipa nel 1881, un pezzo che ancora è incluso nelle produzioni moderne. 
Don Chisciotte durò in Russia ben oltre la Rivoluzione del 1917, mentre molti altri balletti non vennero più rappresentati nel periodo sovietico. Diventò parte del repertorio permanente sia del Bol'šoj che del Kirov. Per il Bol'šoj le produzioni più famose furono quella di Gorskij del 1906 e quella di Rostislav Zacharov e Kas'jan Golejzovskij nel 1940. Per il Kirov le produzioni più famose furono quelle di Fëdor Lopuchov nel 1923 con una nuova coreografia per il fandango e quella di Pëtr Gusev nel 1946 con lo scenario modificato di Jurij Slonomskij e nuove danze introdotte da Nina Anisimova.

## Dalla Russia all'Occidente
Chi per prima portò il Don Chisciotte in Occidente fu Anna Pavlova con la sua compagnia nel 1924 in una versione ridotta. Il balletto intero non fu allestito in Occidente per molti anni. Il famoso Grand Pas de Deux dal balletto fu presentato agli inizi del 1940, messo in scena per la prima volta dai Balletti russi di Monte Carlo.
Il balletto intero fu montato per la prima al di fuori della Russia dal Ballet Rambert nel 1962. Nel 1966 Rudol'f Nureev allestì la sua versione per il balletto dell'Opera di Stato di Vienna, con la musica di Minkus adattata da John Lanchbery.
Nel 1973 Nureev filmò la sua versione con l'Australian Ballet e Robert Helpmann nella parte di Don Chisciotte.
Michail Baryšnikov montò la propria versione nel 1980 per l'American Ballet Theatre, con Cynthia Harvey nel ruolo di Kitri. La versione è stata rappresentata da moltissime compagnie. Oggi il balletto viene allestito da molte compagnie usando diverse versioni ed è considerato uno classico del balletto.
Il coreografo George Balanchine creò una versione moderna del balletto nel 1965 per il New York City Ballet sulla musica di Nicolas Nabokov con Balanchine stesso nella parte di Don Chisciotte, Suzanne Farrell in quella di Dulcinea e Francisco Moncion come Merlin. Questa produzione non ha nulla a che vedere con la versione di Minkus e fu rappresentata fino a metà degli anni settanta e poi tolta dal repertorio della compagnia. Nel 2005 fu ricostruita dalla Farrell e continua ad essere rappresentata oggi.

## Analisi
L'opera è divisa in tre atti.
Un breve prologo di mimica è seguito da un episodio chiamato "Una pizza a Barcellona", in cui la coreografia classica imita lo stile spagnolo, con una serie di frizzanti danze di carattere.
Il secondo episodio, "L'accampamento zingaro", presenta un forte contrasto: qui la pantomima e le danze di carattere regnano sovrane.
Il terzo episodio, chiamato "Il sogno", è puramente classico, con esclusivamente ballerine.
Questo è seguito da "Una taverna a Siviglia", ancora pieno di danze di carattere e di mimo.
La celebrazione finale del matrimonio è un lungo grand pas de deux, con i personaggi principali.